# Guido Grabow
Guido Grabow (* 7. Oktober 1959 in Witten) ist ein ehemaliger deutscher Ruder-Weltmeister.

## Sportliche Erfolge
Guido Grabow wurde zweimal Weltmeister: 1983 und 1985 im Vierer ohne Steuermann zusammen mit Norbert Keßlau, Jörg Puttlitz und Volker Grabow; in der gleichen Besetzung wurden sie bei den Olympischen Spielen 1984 Vierte und bei der Weltmeisterschaft 1986 Zweite. Bei den Olympischen Spielen 1988 in Seoul/Südkorea gewann er im Vierer eine Bronzemedaille.
Für seine sportlichen Erfolge erhielt er das Silberne Lorbeerblatt.